# パスタ (伊藤美来の曲)
「パスタ」は、伊藤美来の楽曲。9枚目のシングルとして2021年12月22日に日本コロムビアから発売された。

## 背景とリリース
メジャーデビュー5周年を記念したプロジェクトの1つとして、伊藤自身が作詞のみならず、初めて作曲を行った作品である。
本作制作前に伊藤は4曲の作詞を行っていたが、そのすべてが自身の視点でメッセージを伝えるようなものばかりだったので、それらとは違う視点で歌詞を書いてほしいとディレクターに急き立てられたという。悩みに悩んでいた際にディレクターから「今一番なりたいものは?」と聞かれた瞬間、「パスタ」と答えたことが本曲の誕生につながった。
「パスタ」のアレンジは水口浩次が担当。「日常に溶け込むような、それこそ休日にパスタを作ったり家事をしながら聴ける」という理想から、ファンタジーと現実の合間みたいな雰囲気のアレンジに仕上げた。また、コーラスに佐野仁美が参加している。

## シングル収録内容
| #         | タイトル                             | 作詞・作曲 | 編曲       | コーラス   | 時間  |
| --------- | ------------------------------------ | ---------- | ---------- | ---------- | ----- |
| 1.        | 「パスタ」                           | 伊藤美来   | 水口浩次   | 佐野仁美   | 4:33  |
| 2.        | 「傘の中でキスして」                 | 栗山健太   | 田中ひなの | 田中ひなの | 4:54  |
| 3.        | 「パスタ」(off vocal ver.)           |            |            |            | 4:33  |
| 4.        | 「傘の中でキスして」(off vocal ver.) |            |            |            | 4:52  |
| 合計時間: | 合計時間:                            | 合計時間:  | 合計時間:  | 合計時間:  | 18:52 |

| #  | タイトル                   | 作詞 | 作曲・編曲 |
| -- | -------------------------- | ---- | ---------- |
| 1. | 「パスタ」(MV)             |      |            |
| 2. | 「パスタ」(メイキング映像) |      |            |